# Люблинский легион
Люблинский легион (пол. Legion Lubelski), также известен как II Польский легион (пол. II Legion Polski) или 740-я Люблинская дружина (пол. 740 Drużyna Lubelska) — польское пехотное военное формирование, участвовавшее в Первой мировой войне в составе Российской императорской армии. Легион был создан по инициативе Польского национального комитета, насчитывал несколько сотен добровольцев.

## Предыстория
В начале Первой мировой войны русская армия вынуждена была отступить и оставить части Польши, но на западном берегу Вислы им удалось остановить немецкое наступление и отбить часть территории. Жители Польши, несмотря на своё обычно презрительное отношение к русским, в эти дни были солидарны со всей славянской Россией; множество добровольцев из Польши вступали в русскую армию, сражаясь против немцев.
Польские легионы, сражавшиеся в составе армии Австро-Венгрии, дали довольно много пищи для размышления русскому командованию. 14 августа 1914 года Верховный Главнокомандующий русской армии великий князь Николай Николаевич Младший издал указ об объединении польских земель под властью царя и всеобщей мобилизации в Польше. В то же время к властям обратился Бонавентура Снарский, житель Кельц, с инициативой о создании специальных польских отрядов. Так было создано специальное подразделение из 200 солдат, которые отправились на фронт и все вместе пали в боях.
31 октября 1914 года Витольду Горчиньскому удалось получить разрешение от командующего Юго-Западным фронтом на создание польского легиона. 9 ноября Горчиньский получил официальное право на формирование «польских дружин» (по размерам равных батальону). Совместно с представителями фронта было принято решение о переименовании дружин в легионы. По мнению Николая Николаевича, предполагалось набирать в легионы солдат, которые будут вести партизанскую войну, организовывать разведку и проводить диверсии, а также вступать в открытые бои с противником на флангах и в тылу. Эти войска не были регулярными.

## История легиона
В Пулавах началось формирование нового легиона, а после набора добровольцев в Пулавский легион часть добровольцев была перенаправлена в Люблин, где и был создан второй, Люблинский легион. Он насчитывал 800 человек. Однако после того, как был раскрыт заговор против Николая II, был издан указ о запрете на дальнейшее создание польских войск. В результате этого в начале февраля 1915 года Люблинский легион, формирование которого не завершилось, был переименован в 740-ю Люблинскую дружину, а Пулавский в 739-ю Новоалександрийскую.
13 октября 1915 года Люблинский легион был расформирован. Часть легиона вошла в состав Пулавского легиона, часть 740-й дружины была переведена в 104-ю милицейскую бригаду (под командованием генерала Петра Шимановского). 15 октября 1915 года усилиями польских офицеров остатки легиона были переведены в Полесскую стрелковую бригаду.